# Jacob Zöllner
Jacob Zöllner (* 1956 in Ost-Berlin) ist ein deutscher Bildhauer.

## Biografie
Zöllner machte seinen Schulabschluss im Schuljahr 1975/76 in Berlin. Er kam in politische Haft im Zuchthaus Brandenburg und wurde von der Bundesregierung freigekauft. In den Jahren 1981 bis 1988 studierte er an der Hochschule der Künste Berlin bei David Evison und Karlheinz Biederbick als Meisterschüler.
Von 1994 bis 1997 war er Dozent für Bildhauerei am Freien Institut für Kunst + Design in Neustadt an der Waldnaab. Von 1985 bis 2002 nahm er an Einzel-, Themen- und Kunstausstellungen unter anderem in Berlin, Nürnberg, Bonn, Regensburg, Kempten, Weiden und im Henry-Ford-Museum in Dearborn teil, 2008  im Archäologischen Museum der Martin-Luther-Universität Halle-Wittenberg. Zöllner lebt in Köln.

## Auszeichnungen
- 1993 Thomas-Dachser-Gedenkpreis.[2]